# Gluten
Gluten (lat. ljepilo, više poznat pod nazivom kao pšenični gluten) je ljepljiva, elastična bjelančevinasta tvar koja se nalazi u pšenici (žitu), brašnu, raži, ječmu, piru, te zobi koja je često kontaminirana zbog toga što se najčešće uzgaja uz pšenicu. Gluten čini tijesto ljepljivim i on daje elastičnost tijestu od sviju žitarica.
Valja istaknuti, da postoje i žitarice koje ne sadrže gluten: kukuruz, heljda, proso, smeđa riža i dr.
Osim u spomenutim žitaricama, gluten se nalazi svuda oko nas, sadrži ga većina proizvoda – pizza, tjestenina, industrijska hrana, pa čak i ruževi za usne.
Vrlo je bitna prehrambena komponenta, jer su sjemenke žita inače siromašne bjelančevinama.
Bjelančevina gluten se sastoji od dvije frakcije: glutenina i glijadina. Kod pojedinih ljudi postoji genetska sklonost ka nepodnošenju glutena, odnosno njegove frakcije glijadina, koja se iskazuje kao glutenska enteropatija.
Bolest netolerancije na gluten naziva se celijakija. No, osim toga, brojni znanstvenici dolaze do zaključka kako je oštećenje probavnog trakta zbog nepodnošljivosti glutena uzrok autoimunim bolestima, kao što su na primjer dijabetes tipa 1, lupus, poremećen rad štitnjače i dr. Procjenjuje se da 9 od 10 osoba koje ne podnose gluten ne znaju za to.

## Vanjske poveznice
- Žitarice koje ne sadržavaju gluten